# Edmundas Kučinskas

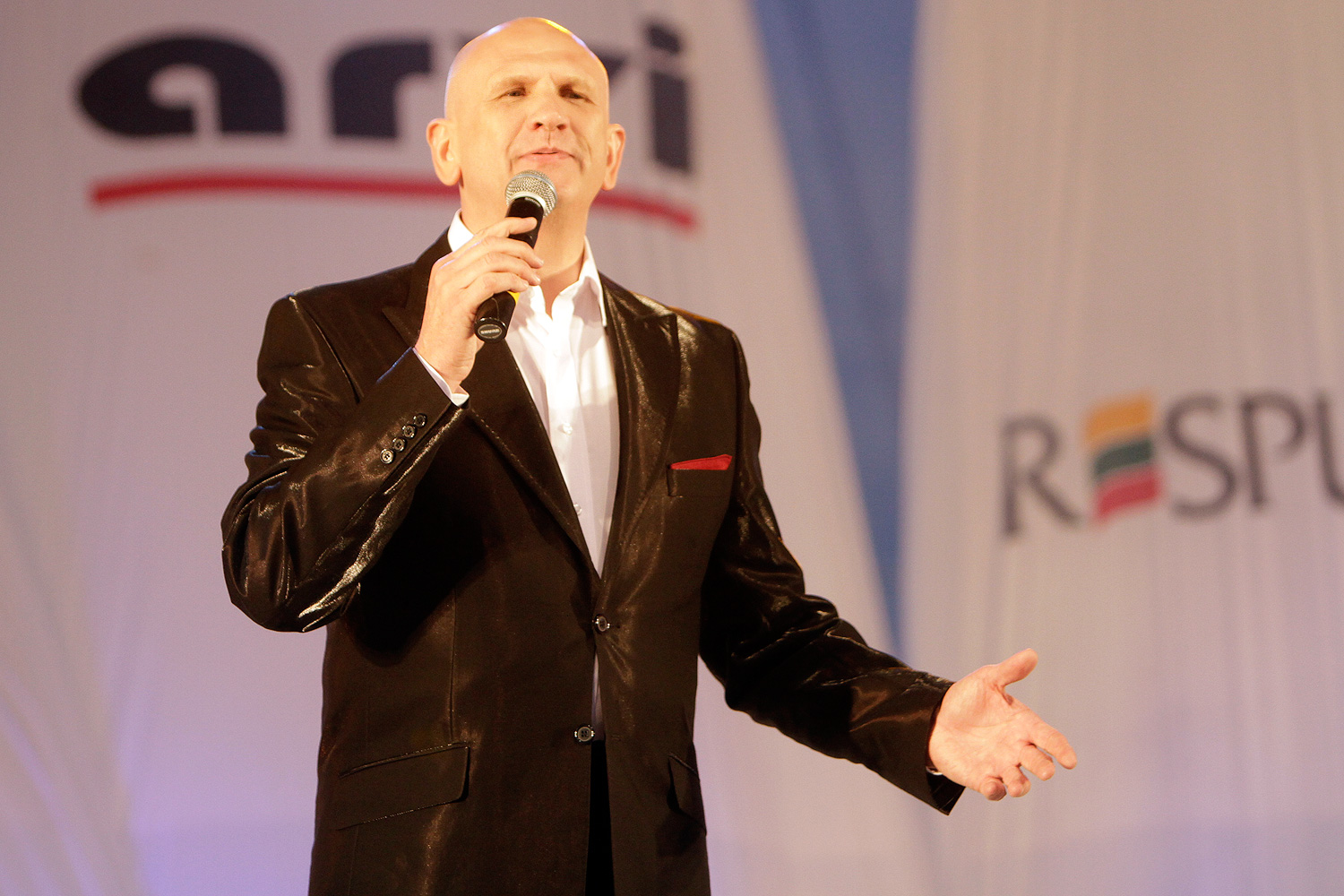
Edmundas Kučinskas (2010)

Edmundas Kučinskas (*  26. April 1955 in Palanga) ist ein litauischer Sänger, Songwriter und Musiker.
Edmundas Kučinskas zählt zu erfolgreichsten Schlagersängern in Litauen.

## Leben
Edmundas Kučinskas beendete 1985 ein Studium an der Universität Klaipėda mit Jazz als Spezialfach. Seit 1973 gibt er Konzerte in Litauen. Er ist der Autor einer Reihe von Pophits, die an der Spitze der litauischen Charts standen. Er moderierte die Musikshshow „Penktadienio muzikos šou“ (≈ Freitags Musicalische Show) in TV3 (Viasat). Von 2003 bis 2011 war er Mitglied der Stadtgemeinde Klaipėda und Vertreter im Stadtrat von Klaipėda.
Edmundas Kučinskas ist geschieden. Er trennte sich 2016 von seiner Ehefrau nach über 42 Jahren Ehe. Mit seiner ehemaligen Frau Galina Kučinskienė (* 1954) hat er eine Tochter Elina (* 1978).

## Diskografie
- Alyvų Šakos, 1983
- Meilės Laiptai, 1995
- Sudie, Brangioji (Petro Derevianko dainos), 1996
- Naujas Angelas, 1996
- Mūsų Meilės Sakmė, 1998
- Mūsų Likimai, 1999
- Laimės Žiburys, 2000
- Marsas ir Venera, 2002
- Už tuos, kurie…, 2004
- Populiariausių dainų rinkinys 1, 2004
- Dainos - tostai, 2006
- Jubiliejinis koncertas, 2007
- Populiariausių dainų rinkinys 2, 2008
- Laiko Kelionėje, arba po 50-ies, 2013
- Jubiliejinis 60. Populiariausių dainų rinkinys, 2015

## Ehrungen und Auszeichnungen
- Antanas-Šabaniauskas-Preisträger 1996
- Litauischer nationaler  Musikwettbewerb "Vilniaus bokštai -82" - der Gewinner
- Litauischer nationaler  Musikwettbewerb "Nacionalinė Muzikos Lyga 2004" - 2. Platz
- Litauischer nationaler  Musikwettbewerb  „Dainų daina 2015“ - 2. Platz
- in den litauischen Vorentscheid zum Eurovision Song Contest  2004 3. Platz
- in den litauischen Vorentscheid zum Eurovision Song Contest  2004 5. Platz